# 7868 Barker
7868 Barker eller 1984 UX2 är en asteroid i huvudbältet som upptäcktes den 26 oktober 1984 av den amerikanske astronomen Edward L.G. Bowell vid Anderson Mesa Station. Den är uppkallad efter Edwin S. Barker.
Asteroiden har en diameter på ungefär 15 kilometer och den tillhör asteroidgruppen Adeona.